# لي زيمين
لي زيمين (في اللغة الصينية: 李泽民؛ من مواليد 17 نوفمبر 1934) هو سياسي صيني شغل سابقًا منصب سكرتير لجنة الحزب الشيوعي الصيني لمقاطعة تشجيانغ من ديسمبر 1988 إلى سبتمبر 1998   ورئيس اللجنة الدائمة لمؤتمر الشعب في جيجيانغ من يناير 1998 إلى يناير 2003.
ولد لي زيمين في محافظة كانغشي في محافظة سيتشوان عام 1934. في عام 1952، انضم إلى جيش التحرير الشعبي وقاتل في الحرب الكورية. في عام 1954، انضم إلى الحزب الشيوعي الصيني. تخرج لي من جامعة رينمين الصينية في عام 1960 بدرجة البكالوريوس في تاريخ الحزب الشيوعي الصيني ثم درّسَ لاحقًا في الجامعة. قبل تولي مناصبه السياسية في تشجيانغ، شغل منصب سكرتير لجنة الحزب الشيوعي الصيني لشنيانغ ونائب سكرتير لجنة الحزب الشيوعي الصيني لمقاطعة لياونينغ من يوليو 1986 إلى ديسمبر 1988.